# الحملة الصليبية البارونية
الحملة الصليبية البارونية أو حملة البارونات الصليبية، هي من الحملات الصليبية التي قادها البارونات بعد أن ضجروا من عدم قدرتهم على بناء إمارات خاصة بهم في أوروبا، ووجدوا في نداء الكنيسة فرصة في توسيع نفوذهم خارج أوروبا عبر غطاء ديني.

## بدايات ظهورهم
أستدعي البارونات الفرنسيون للمشاركة في حركة الريكونكيستا التي تُعرف بحرب الاسترداد المسيحية، والتي نادى لتلك الحرب البابا ألكسندر الثاني، وقد تحدث المؤرخ أوغستان فليش Augustin Fliche :"إن العالم الغربي، بأمر من البابا، يكرس كل قواه لمحاربة العالم الإسلامي.لقد ولدت فكرة الحملات الصليبية"، وقد تميزت بطابعها الديني وبأهدافها المحددة منذ البداية، وقد سرت دعوة الحركة الصهيونية بسرعة فائقة لسبب جوهري أنها كانت تحمل نزعة عاطفية ثم تبعتها نزعات الحرية والقومية والعدالة الاجتماعية، كما أبتدع أوربان الثاني في مجمع كليرمون النزعة الفكرية والإيمان الروحاني في تأجيج الأنطلاقة في عام 1095م وكانت في بداياتها انطلاقة شعبية رددت بصوت عالٍ نداء البابا:"تلكم مشيئة الرب"مما جعل سامعيها أن خاطوا صليب من القماش على ثيابهم كرمز للعهد الذي قطعوه على أنفسهم.

## موقف البارونات من لويس التاسع
بعد انتصار الجيش الإسلامي المصري على جيش الحملة الصليبية السابعة بقيادة
لويس التاسع،أُسر لويس واقتيد إلى شجرة الدر، مما جعلها تأمر بسجنه في سجن المنصورة، وبعد فترة أطلق سراحه مقابل دفع مبالغ هائلة لشجرة الدر وإقسامه على عدم العودة إلى مصر مرة أخرى، ولما وصل إلى عكا حتى نكث عهده، وبدأ من جديد يجهز جيشاً لاستعادة بيت المقدس، ومكث في عكا أربع سنوات دعا فيها البارونات إلى حملة صليبية، ولكنه قوبل بالرفض، مما جعله ذلك الموقف يغادر عكا في إبريل من عام 1254م متجهاًإلى فرنسا.

## وصلات خارجية
- الحروب الصليبية: دعوة للتأمل.